# 77A busz (Szeged)
A szegedi 77A jelzésű autóbusz Baktó, Völgyérhát utca és a Móravárosi Bevásárlóközpont között közlekedik, bizonyos menetek csak Baktó és a Mars tér (autóbusz-állomás) között járnak. A viszonylatot a Volánbusz üzemelteti.

## Története
2015. augusztus 24-én a 77-es busz összevonásra került a 11-es busszal, emiatt útvonala a Személy pályaudvarig hosszabbodott és betétjárata indult Baktó és Mars tér között 77A jelzéssel.
2016. szeptember 1-jétől szombat délelőttönként a Mars tér helyett a Móravárosi Bevásárlóközpontig közlekedik.

## Útvonala
| Baktó, Völgyérhát utca felé | Mars tér (autóbusz-állomás) felé |
| Baktó, Völgyérhát utca felé | Móravárosi Bevásárlóközpont felé |
| --- | --- |
| (Móravárosi Bevásárlóközpont vá. – Móravárosi körút – Kálvária sugárút – Londoni körút –) Mars tér (autóbusz-állomás) vá. – Párizsi körút – Berlini körút – Brüsszeli körút – Római körút – Szilléri sugárút – Tarján, Víztorony tér – Budapesti körút – József Attila sugárút – Algyői út – Ladványszky utca – Alkotmány utca – Völgyérhát utca – Baktó, Völgyérhát utca vá. | Baktó, Völgyérhát utca vá. – Völgyérhát utca – Alkotmány utca – Ladványszky utca – Algyői út – József Attila sugárút – Budapesti körút – Tarján, Víztorony tér – Szilléri sugárút – Római körút – Brüsszeli körút – Berlini körút – Párizsi körút – Mars tér (autóbusz-állomás) vá. (– Londoni körút – Kálvária sugárút – Móravárosi körút – Móravárosi Bevásárlóközpont vá. |

## Megállóhelyei
Az átszállási kapcsolatok között a Völgyérhát utca és a Kálvária sugárút között azonos útvonalon közlekedő 77-es busz nincs feltüntetve!
| 0                                                        | 0  | Baktó, Völgyérhát utca végállomás                               | 18 | 26 | 77Y |
| 1                                                        | 1  | Bognár utca                                                     | 17 | 25 | 77Y |
| 2                                                        | 2  | Kokárda utca                                                    | 16 | 24 | 77Y |
| 3                                                        | 3  | Gyümölcs utca                                                   | 15 | 23 | 77Y |
| 4                                                        | 4  | Diadal utca (↓) Alkotmány utca (↑)                              | 14 | 22 | 77Y Helyközi buszok |
| 5                                                        | 5  | Szeged, Szélső sor                                              | 13 | 21 | 77Y Helyközi buszok |
| 7                                                        | 7  | József Attila sugárút (Budapesti körút) (↓) Budapesti körút (↑) | 12 | 20 | 3, 3F, 4 77Y, 84, 90, 90F, 90H Helyközi buszok 1374, 1375, 1486, 1515, 1516 |
| 8                                                        | 8  | Tarján, víztorony                                               | 11 | 19 | 10, 19 84, 90, 90F, 90H |
| 9                                                        | 9  | Csillag tér (Budapesti körút)                                   | 9  | 17 | 9, 10, 19 20, 21, 24, 84, 90, 90F, 90H |
| 11                                                       | 11 | Fecske utca                                                     | 7  | 15 | 10 84 |
| 12                                                       | 12 | Római körút (Szilléri sugárút)                                  | 6  | 14 | 10 73, 73Y, 84 Helyközi buszok |
| 14                                                       | 14 | Sándor utca (↓) Gál utca (↑)                                    | 5  | 13 | 3, 3F, 4 10 20, 24, 73, 73Y, 77Y Helyközi buszok |
| 15                                                       | 15 | Berlini körút                                                   | 4  | 12 | 5, 8, 9, 10, 19 21, 73, 73Y, 77Y Helyközi buszok |
| 16                                                       | 16 | Hétvezér utca                                                   | 2  | 10 | 5, 9, 19 21, 73, 73Y, 77Y |
| 19                                                       | 19 | Mars tér (autóbusz-állomás) végállomás                          | 0  | 8  | 5, 7, 7A, 9, 19 7F, 21, 60, 60Y, 64, 67, 67Y, 70, 71, 71A, 72, 72A, 73, 73Y, 74, 75, 76, 76Y, 77Y, 78, 78A, 79H Helyközi buszok 1374, 1375, 1441, 1503, 1504, 1506, 1507, 1510, 1513, 1515, 1516, 1517, 1518, 1841 |
| A sárga hátterű megállókat csak szombat délelőtt érinti! |    |                                                                 |    |    | |
| ∫                                                        | 21 | Londoni körút (Kálvária sugárút) (↓) Kálvária sugárút (↑)       | ∫  | 6  | 3, 3F 21, 36, 76 Helyközi buszok |
| ∫                                                        | ∫  | Földhivatal                                                     | ∫  | 5  | 3, 3F 76, 36 |
| ∫                                                        | 22 | Kálvária tér                                                    | ∫  | 4  | 3, 3F 36, 90 |
| ∫                                                        | 23 | II. Kórház                                                      | ∫  | 2  | 3, 3F 36, 90 Helyközi buszok |
| ∫                                                        | 25 | Móravárosi Bevásárlóközpont végállomás                          | ∫  | 0  | |